# Eurylophella karelica
Eurylophella karelica är en dagsländeart som beskrevs av Tiensuu 1935. Eurylophella karelica ingår i släktet Eurylophella och familjen mossdagsländor. Inga underarter finns listade i Catalogue of Life.